# 船体

船的主要部分：1-烟囱；2-船尾；3-螺旋桨和舵；4-舷；5-锚；6-球狀船首；7-船头；8-甲板；9-上层建筑 (工程)

船体，也称船身或船壳。船体的形状会影响船舶在水中的航行速度和稳定性。船舶按船体的数量可分为单体船、双体船和三体船。

## 形状

船体的形状

### 单体船

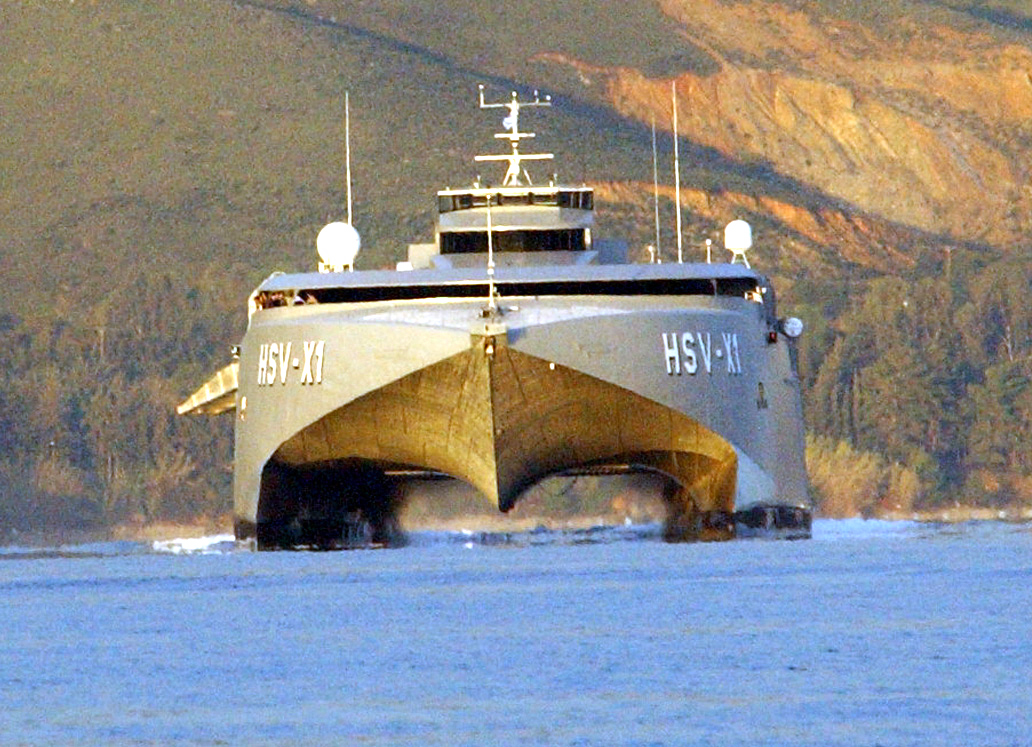
美軍的穿浪雙體船

单体船是一类只有一个船体的船舶，是水上船舶最常见的形式。单体船在水中常吃水较深。

### 双体船
双体船通过一个框架连接两个船体，稳定性好，在海上可承受较大的风浪，不易翻船。在高速时，两个较瘦长的船体可以大幅降低船身的阻力。由于跨越了两个船体，双体船通常有更多的空间。另外，双体船吃水浅能够接近岸边抛锚。
最早的双体船是波利尼西亚人发明的。在公元5世纪，印度泰米尔的朱罗王朝就用由双体船组成的舰队征服了东南亚地区。1662年，威廉•配第设计了欧洲的第一艘双体船的草图，但该船型并未获得认同。1960年代后开始出现不同的高性能双体船设计，大致可分为：普通双体船（Basic Catamaran）、小水线面双体船（Small Water-plane Area Twin Hull, SWATH）、穿浪双体船（Wave Piercing Catamaran）和复合双体船等四类。

### 三体船
三体船（trimaran）主要由三个船体组成，其中间为主船体（vaka），尺度约占排水体积的90%，两侧并肩各有一个大小相同的辅助船体（akas）。土著波利尼西亚人在近4,000年前就建造了第一批三体船（马来式帆船）。

## 设计

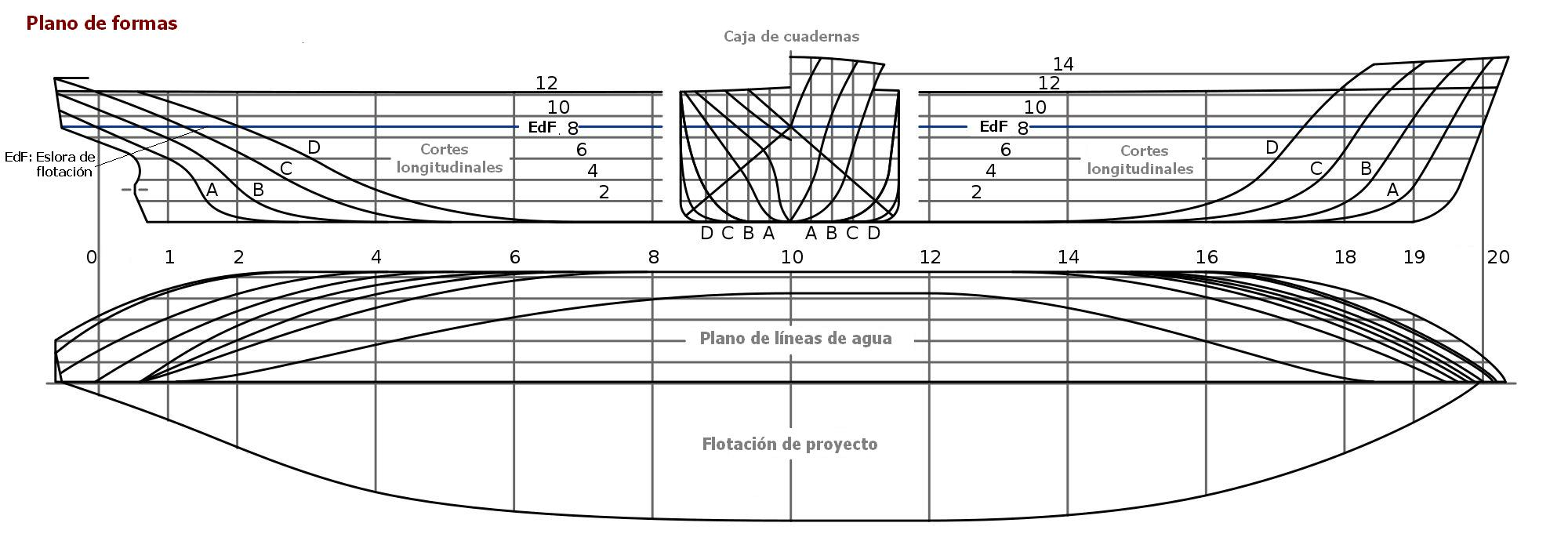
船体型线图

船体工程师们发明了船体型线图，以便在图纸上反应船体形状。它由三组线图构成：横剖线图、半宽水线图和纵剖线图。设绘船体型线图时要考虑船型系数、线型特征等方面。首先要确定主尺度系数和外形轮廓等初始条件。然后要根据一定的步骤设绘型线图：1-设绘格子线，2-设绘横剖面面积曲线，3-设绘主甲板边线及满载水线，4-设绘船舶侧投影轮廓线，5-设绘折角线及舭部升高线，6-设绘横剖面线图，7-设绘水线面线图，8-设绘纵剖面线图，9-检查型线图是否光顺，10-标注尺寸、绘制型值表。型线图设绘是一个逐步近似的过程。图上的每一根曲线都不是一次完成的，而是经过几次，几十次修改才能完成。

## 保养

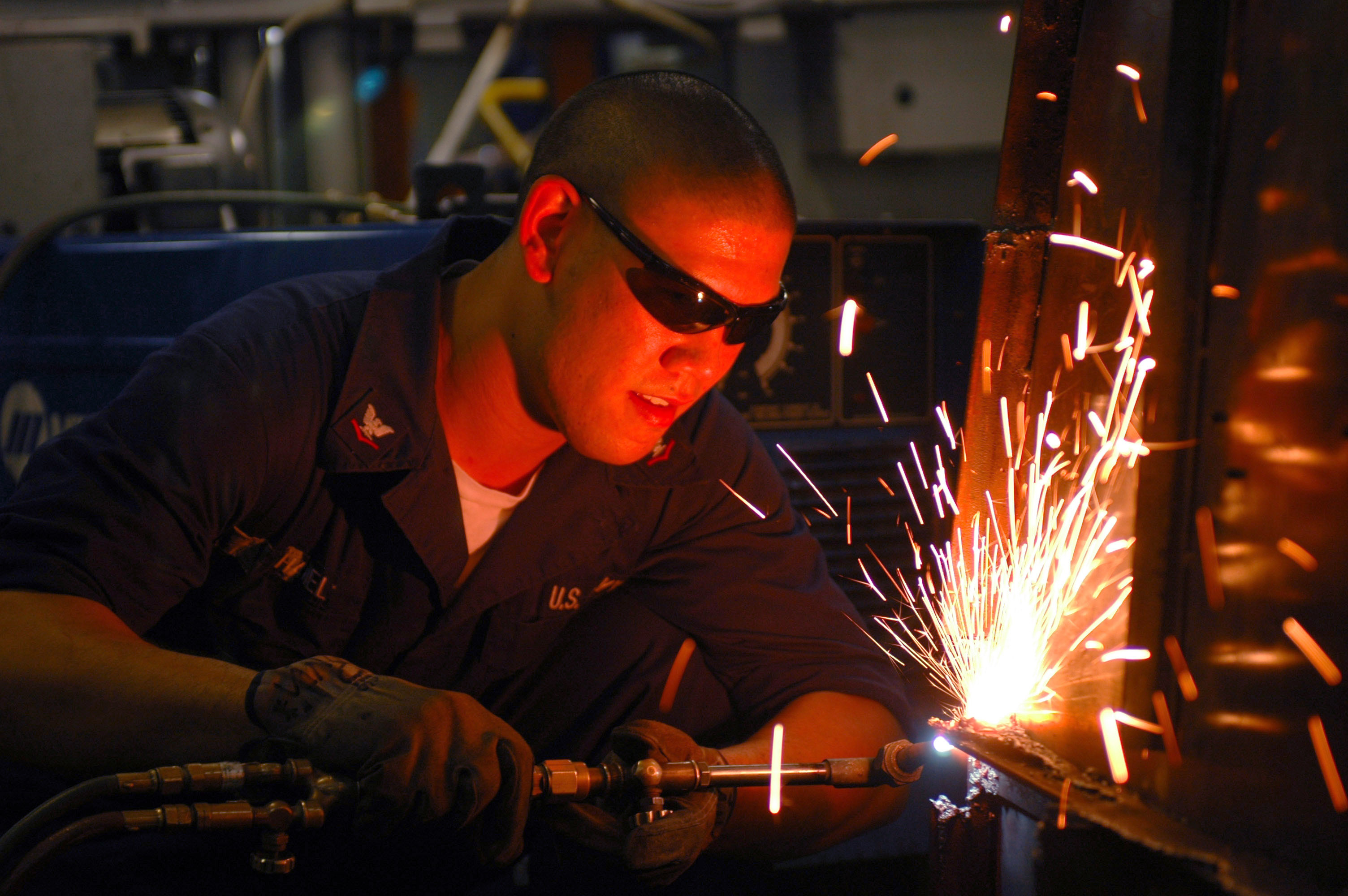
航母上的一位維護技师在切割钢板。

船体可以根据中国船级社提供的《船体检查保养计划指南》进行日常保养。根据美国海军人事处的要求，船体保养技师应制定计划，定期检查船体，并实施安装、保养、维修等工作。

## 測量
船體結構可用於量化以下項目：
專有名詞定義：

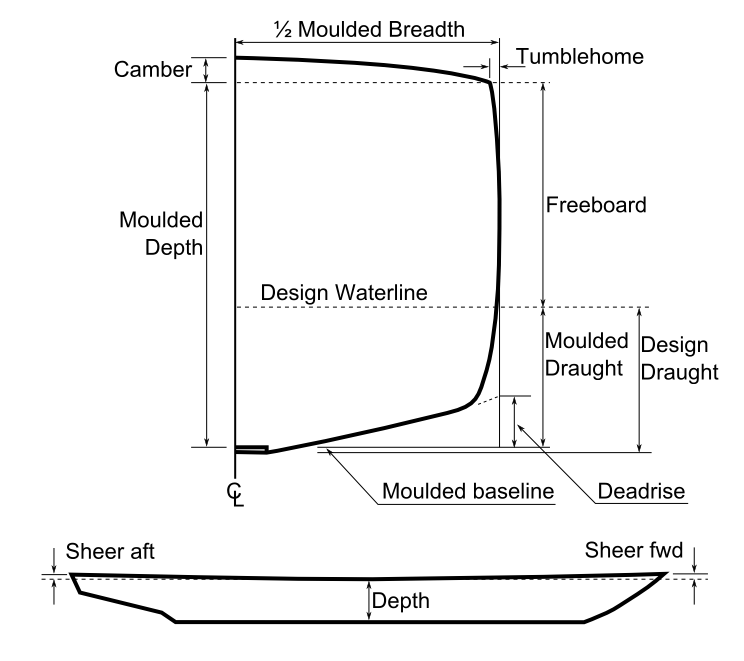
專有名詞示意圖

- 船寬（B）：船體的寬度。（例如：BWL 是水線最大船寬）
- 吃水深度（d）或（T）：船底龍骨至水線（WL）的垂直距離。
- 乾舷（FB）：深度加上龍骨結構高度減去吃水深度。
- 水線長（LWL）：自前端水線在剖面中測量至後端水線最遠點的長度。
- 垂標間距（LBP 或 LPP）：夏季載重水線[a]從艉柱到越過艏柱（英语：Stem (ship)）的位置的長度。
- 全長（LOA）：從一端到另一端的極端長度。
- 型深（D）：從龍骨頂部到側面上層甲板下方的垂直距離[15]。

專有名詞與船型結合，可導出以下指標：
- 排水量（Δ）：相當於船體浸沒體積的水重量。
- 浮心長（LCB）：浸泡體積重心的縱向位置，通常給出從參考點（通常是中央）到靜態浸沒體積的重心的距離。請注意，當船體處於平衡狀態時，船體的重心必須與浮心長對齊。
- 浮心縱（LCF）：水面積的重心縱向位置，通常表示從參考點（通常是中央）到靜態水面積的中心的距離。可以將其想像為由水面和船體定義的區域。
- 浮心垂（VCB）：被浸泡體積的重心的垂直位置，通常表示從參考點（如基線）到靜態浸泡體積的中心的距離。
- 體積（V或∇）：船體排水的水體積。

## 公式
不同船體的差異，可由以下係數表示。
- 方形係數(Cb)

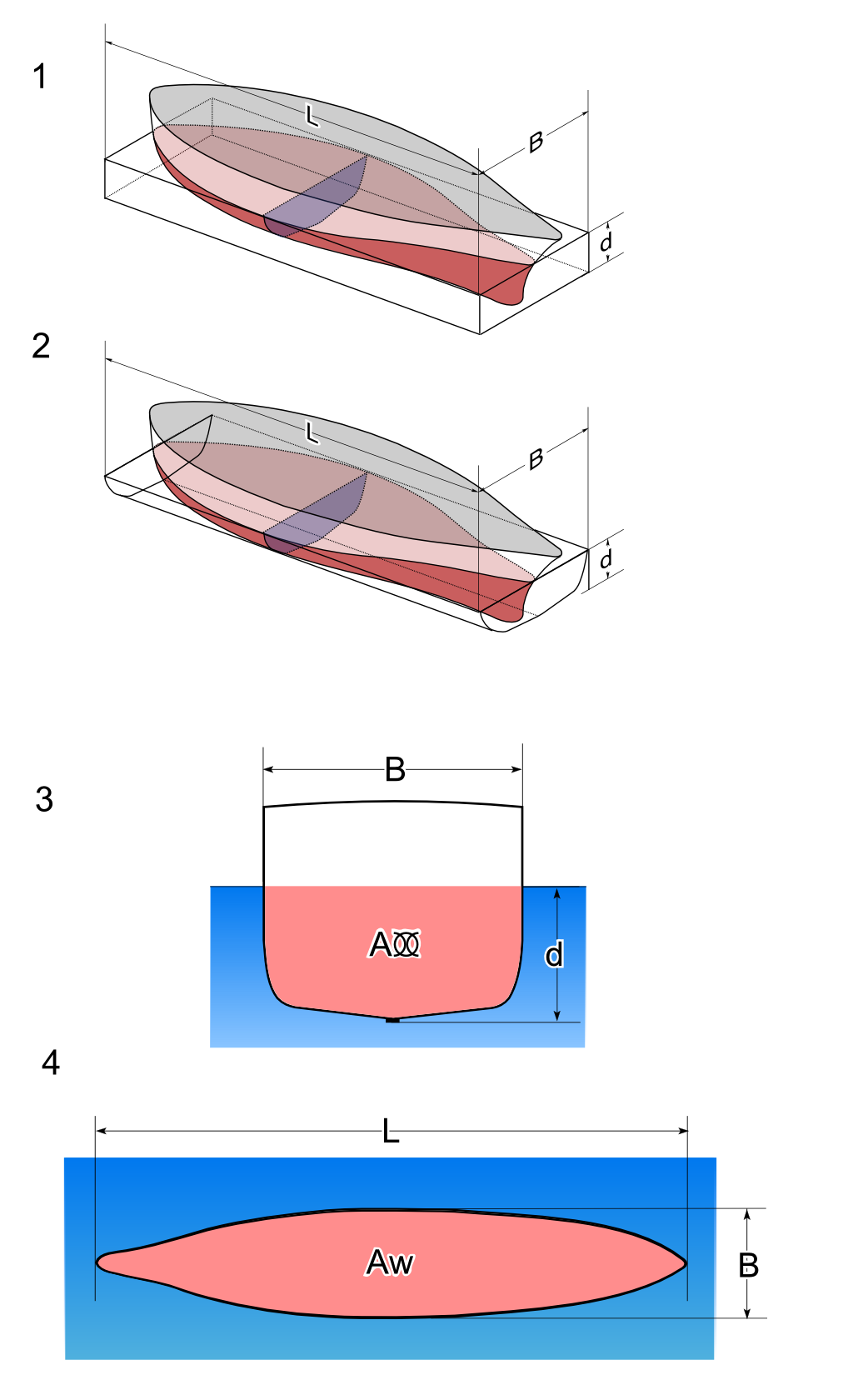
1.方形係數 2.中横剖面係数 3.菱形係數 4.水線面積係数

排水量（V），與由吃水線處的船體寬度（B）、船體長度（L）乘上吃水高度（d）的體積之比稱為“方形係數（Cb）” 。油輪等大型艦船的Cb值較高，而帆船等小型船的Cb較低（像喀琅施塔得號的數值為0.61，但IIA型只有0.3986）。
{\displaystyle Cb={\frac {V}{{L}\times {B}\times {d}}}}
- 中横剖面係数(Cm)

船舯水線以下的面積（Am），與外接它的矩形B × d的面積之比稱為“中横剖面係数”。這定義了船體底部的厚度。
{\displaystyle Cm={\frac {Am}{{B}\times {d}}}}
- 菱形係數(Cp)

最大橫向面積乘以船體長度（L）所得的排水容積（V）與直柱容積（L × Am）比稱為「菱形係數」。這用於評估底部體積的分佈。低Cp表示較寬的中段和方正的船尾，高Cp表示船尾較突出。若要要求高速，傾向於更高的Cp。此外，以低福祿數行駛的高效排水型船體，往往具有低Cp。
{\displaystyle Cp={\frac {V}{{L}\times {Am}}}}
- 水線面積係数(Cw)

水線圍成的水線內面積（Aw）與外接矩形的面積（L × B）之比稱為“水線面係數”。水線面積係數表示水線面的豐滿程度，或水線面面積與相同長寬的矩形之比。較低的Cw值表示船尾較方正；反之，較高的Cw值表示船尾較突出。高Cw提高了穩定性以及在惡劣條件下的抗壓能力。
{\displaystyle Cw={\frac {Aw}{{L}\times {B}}}}

## 註解
1. ↑  這被定義為位於水線上，從龍骨頂部測量的最小型深度的85%處的96%總長度，或者如果更長，則是從艉柱前側到該水線上的舵柄軸線的長度。